# Axinopalpus pratti
Axinopalpus pratti är en skalbaggsart som beskrevs av Hatch. Axinopalpus pratti ingår i släktet Axinopalpus och familjen jordlöpare. Inga underarter finns listade i Catalogue of Life.